# 紅尾魮脂鯉
紅尾魮脂鯉，為輻鰭魚綱脂鯉目脂鯉亞目脂鯉科的其中一個種，為熱帶淡水魚，分布於南美洲 Guayas河流域。其种加词“ecuadorensis”意为“厄瓜多尔的”。體長可達2公分，棲息在底中層水域，生活習性不明。